# Phasianelle à tête rousse
Macropygia ruficeps
Espèce
Statut de conservation UICN

 LC  : Préoccupation mineure
La Phasianelle à tête rousse (Macropygia ruficeps) est une espèce de pigeons du genre Macropygia.

## Répartition
Cet oiseau vit en Birmanie, au Brunei, en Chine, en Indonésie, au Laos, en Malaisie, en Thaïlande et au Vietnam.

## Description
La phasianelle à tête rousse mesure de 27 à 30 cm et pèse de 74 à 88 g.

## Sous-espèces
Selon Alan P. Peterson, cet oiseau est représenté par huit sous-espèces :
- Macropygia ruficeps assimilis Hume 1874 ;
- Macropygia ruficeps engelbachi Delacour 1928 ;
- Macropygia ruficeps malayana Chasen & Kloss 1931 ;
- Macropygia ruficeps nana Stresemann 1913 ;
- Macropygia ruficeps orientalis Hartert 1896 ;
- Macropygia ruficeps ruficeps (Temminck) 1835 ;
- Macropygia ruficeps simalurensis Richmond 1902 ;
- Macropygia ruficeps sumatrana Robinson & Kloss 1919.